# برادلي ستيفنسون
برادلي ستيفنسون (بالإنجليزية: Bradley Stevenson)‏ هو لاعب كرة قدم بريطاني في مركز الهجوم، ولد في 12 سبتمبر 1998 في كانتربيري في المملكة المتحدة. لعب مع كراي واندررز.